# 柿の木割り

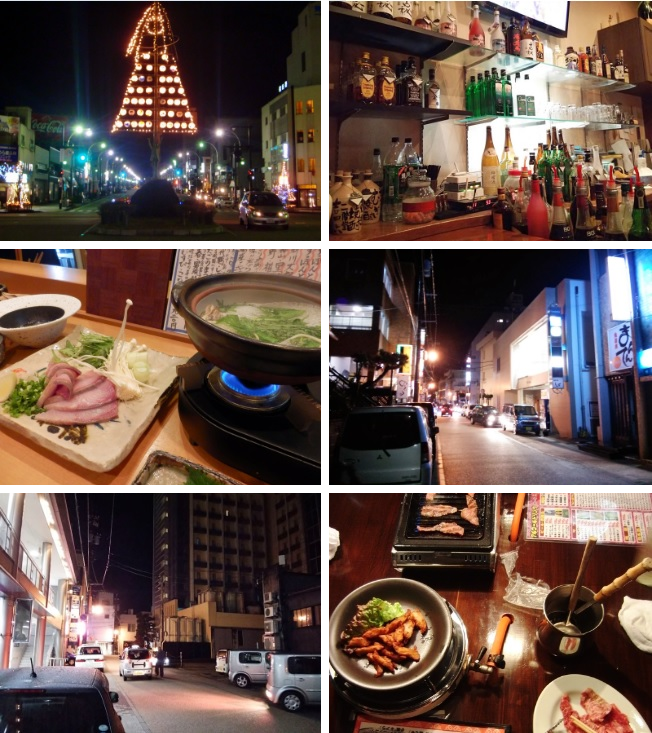
柿ノ木割

柿の木割り（かきのきわり）は、富山県魚津市釈迦堂・駅前新町・上村木地内にまたがる、あいの風とやま鉄道魚津駅前南部に広がる新川地区随一の飲食店街（歓楽街）。

## 概要
呼称の由来は、かつての字名が「村木字柿の木割」であったこと、同じ富山県内の歓楽街である桜木町（富山市）、桐木町（高岡市）と同様木の名前で始まる呼称で揃える目的などによる。2004年に魚津商工会議所や地元飲食店などが駅前飲食店街の活性化を目的に愛称を公募し、選ばれたのが「柿の木割り」である。
なお、地区の割り当ての意味であり、柿の木を割るという意味ではないため、正式名は「柿ノ木割」となる。
店舗の多くはバーや飲み屋である。駅から近いこともあり、呉東（富山県東部）からの客でにぎわっている。魚津駅そばの入り口には、高さ6mのサインポールが2006年10月5日より設置されている。